# Kandrše, Zagorje ob Savi
Kandrše je naselje v Občini Zagorje ob Savi. Manjši del naselja (4 hišne številke) leži v sosednji Občini Litija.